# Zaagzettang

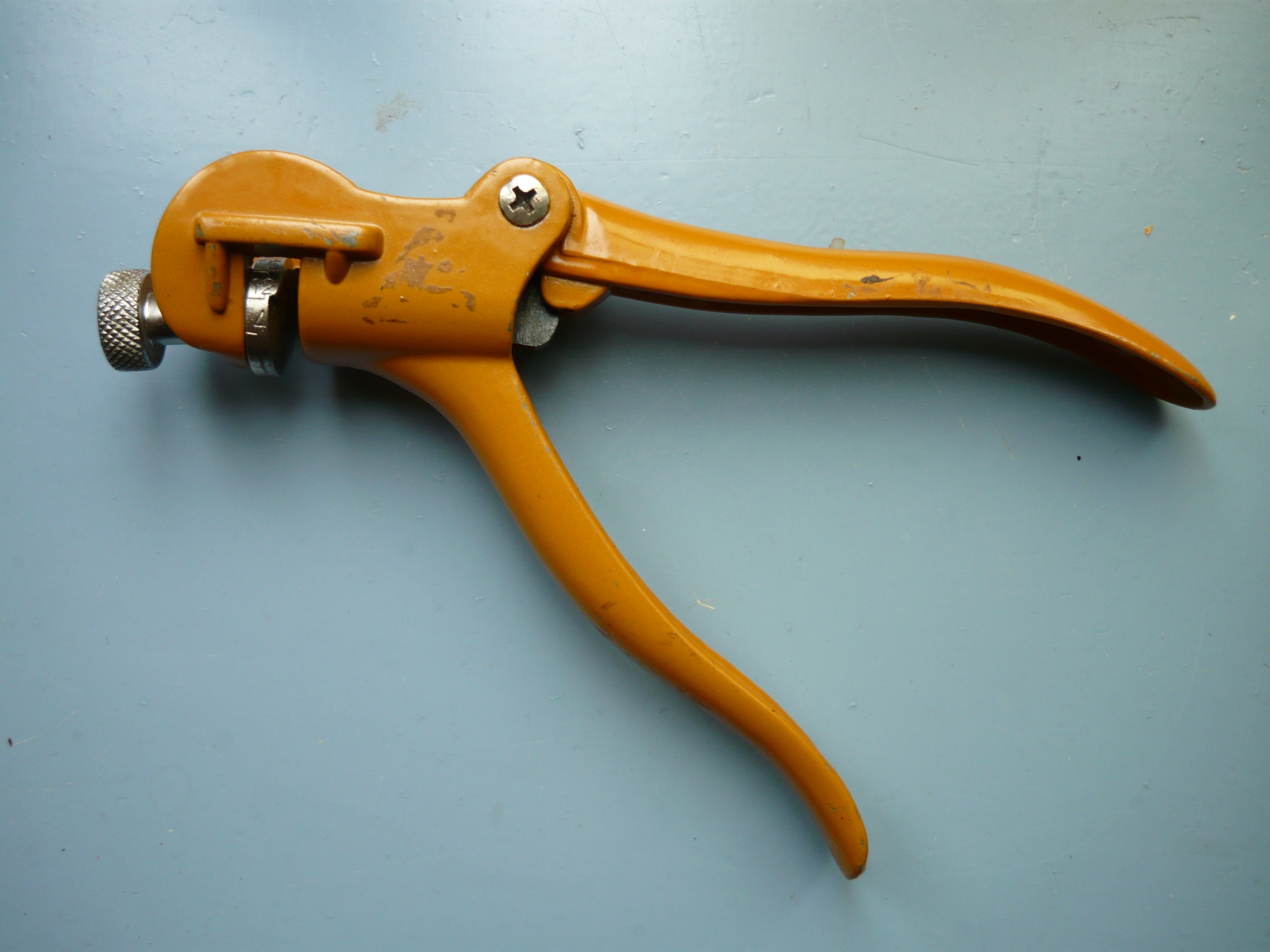
Zaagzettang.

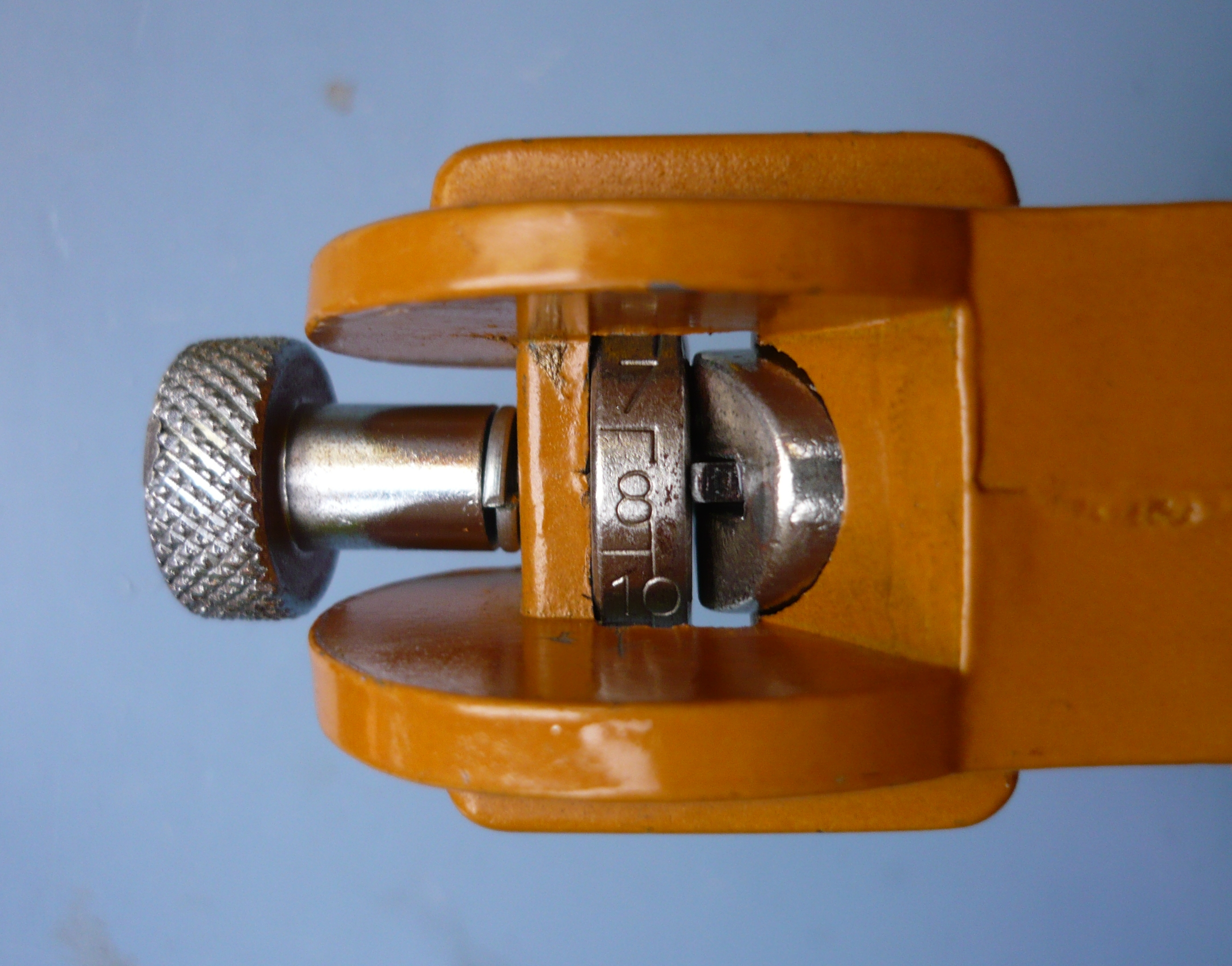
Detail van een ingeknepen zaagzettang met o.a. het aambeeld zichtbaar.

Een zaagzettang of tandzetter is een tang waarmee men de zaagtanden van bijvoorbeeld een handzaag of een kapzaag weer in de juiste stand kan zetten. Het (opnieuw) zetten van de tanden van een zaag, dat wil zeggen het afwisselend zijdelings naar links en naar rechts uitbuigen ervan, is nodig om het zaagblad in de zaagsnede ruimte te geven zodat het niet voortdurend klemt.

## Tang
De tang heeft twee benen. Het ene been heeft een vaste bek met een sleufvormige opening. Onderlangs dit been zit een verschuifbaar omgebogen stripje met een sleufgat. Dit kan afgesteld worden op de gewenste afstand voor de te zetten zaagtand. De tand wordt door de opening hier tegenaan geschoven.
Het andere been heeft een klein aambeeldje dat op de zaagtand geknepen kan worden. De mate van aanknijpen is regelbaar voor de te zetten tand. Deze afstand kan ingesteld worden met een schroef door het been en die bij dichtgeknepen stand steun vindt op de bovenkant van het andere been. Om de tanden te kunnen zetten wordt de zaag veelal geklemd in een zaagklem.

## Ander zaagzetgereedschap

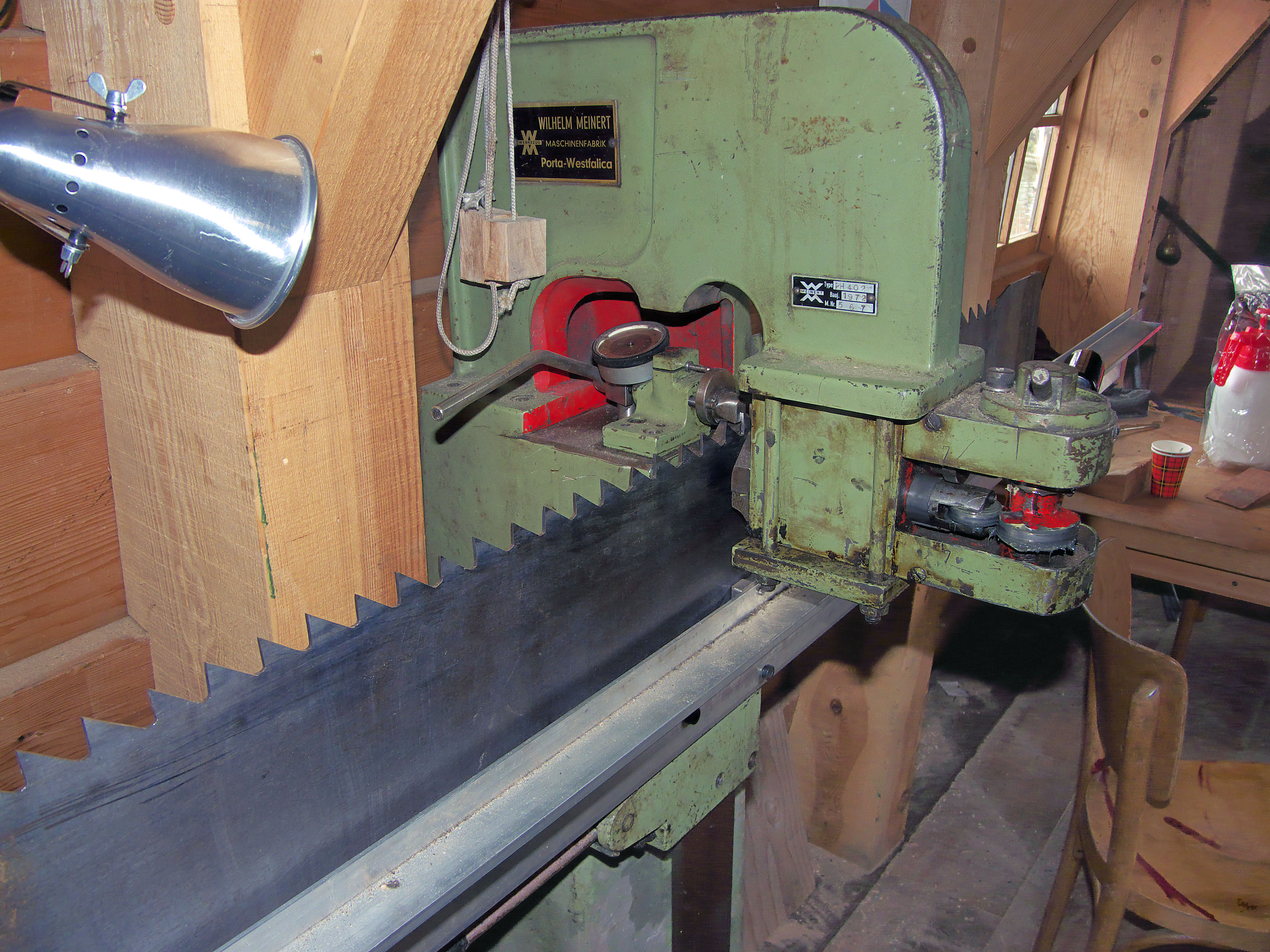
Handbediende zaagzetmachine voor de zaagbladen van een zaagmolen.

Naast tangen zijn er ook diverse andere soorten gereedschappen waarmee de tanden op een zaagblad kunnen worden gezet. Ze variëren van eenvoudige handgereedschappen tot volledig automatisch werkende zaagzetmachines.